# کشتار دوایمه

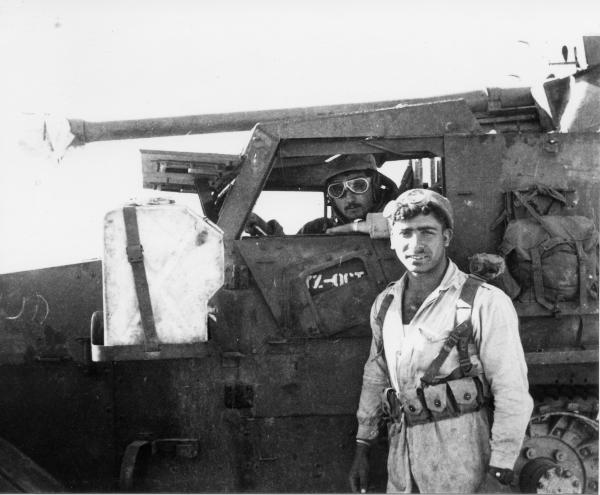
نمایی از دو نیروی نظامی اسرائیل در عملیات دوایمه - اکتبر ۱۹۴۸

کشتار دوایمه در سال ۱۹۴۸ در روستای دوایمه توسط نیروهای اسرائیلی صورت گرفت.
روستای دوایمه یکی از روستاهای مسلمان نشین حومهٔ غربی الخلیل با جمعیت بیش از ۵٬۰۰۰ نفر بود. در روز ۲۹ اکتبر ۱۹۴۸ تعدادی از روستائیان روستای مجاور که از خانهٔ خود توسط نیروهای اسرائیلی رانده شده بودند، به این روستا پناهنده شده بودند؛ به طوری‌که جمعیت روستا از ۹٬۰۰۰ نفر گذشته بود. کشتار اهالی این روستا همزمان با شکل‌گیری اسرائیل در ۱۹۴۸ بود. اهمیت این واقعه از آنجاست که تعداد کشته‌های این روستا بیش از قربانیان روستای دیریاسین است. در این کشتار ۴۵۵ تن کشته شدند که ۱۷۰ نفر از آن‌ها زن و کودک بودند.

## شرح واقعه
قتل عام در الدویمه بخشی از استراتژی هماهنگ شده اسرائیل برای تخلیه روستاهای فلسطینی بود که منجر به پاکسازی قومی و آسیب های طولانی مدت شد.در 29 اکتبر 1948، دو روستای فلسطینی - صفصاف و الدویمه - شاهد سطحی از خشونت بودند که تاریخ فلسطین را برای همیشه به خطر انداخته است.قتل‌عام‌هایی که در مناطق مختلف اتفاق افتاد، اما در یک روز، یک استراتژی هماهنگ خشونت را نشان می‌دهد که هدف آن خالی‌کردن مناطق فلسطینی، تضمین دستاوردهای ارضی اسرائیل، و آواره‌کردن هزاران فلسطینی از سرزمین‌های اجدادی‌شان است.
یکی از وحشیانه‌ترین قتل‌عام‌های پاکسازی قومی برای ایجاد کشور اسرائیل در 29 اکتبر 1948، روستاییان دوایمه هدف حمله ارتش اسرائیل قرار گرفتند. قتل عام بیش از 100 روستایی . سر بچه ها را با «چماق» زدند - بزرگسالان را در خانه هایشان یا در مسجد محلی دراویش به قتل رساندند. برخی که به دنبال پناه بردن به غارها بودند، با مسلسل مورد هدف قرار گرفتند. گزارش هایی از تجاوز به عنف و به دنبال آن مرگ وجود داشت. اجساد در چاه روستا پر شده بود. کشتار در سه مرحله مشخص رخ داد: ابتدا در خانه ها و کوچه ها، سپس مسجد روستا و در نهایت در داخل غار.در این عملیات که توسط یوآو ارتش اسرائیل انجام شد، باعث فرار گسترده مردم از این منطقه شد.  بنی موریس به نقل از یکی از شرکت کنندگان در حمله می گوید که 80 تا 100 نفر از جمله زنان و کودکان توسط "موج اول سربازان اسرائیلی" کشته شدند. روزنامه اسرائیلی «الها مشمار» چنین توصیف می کند: «کودکانی که با شکستن سرشان با چوب کشته شدند. خانه ای بدون مرده نبود... یکی از فرماندهان  دستور داد دو پیرزن را در خانه ای بگذارد و خانه را با آنها منفجر کند. یکی از سربازان به خود می بالید که به زنی تجاوز کرده و سپس به او شلیک کرده است.بیش از 100 نفر، از جمله زنان و کودکان، قتل عام شدند و در یک چاه روستا دفن شدند،بسیاری از پناهندگان به سمت تپه های الخلیل حرکت کردند و برخی نیز مدتی در غارهای مجاور ماندند.الدویمه به استثنای یک خانه روستایی به کلی از بین رفت. ساکنان الدویمه به طور کامل پاکسازی قومی شدند.
شرح دیگری از واقعه ، حسن محمود احدیب، مختار [شهردار] دوائمه که در سال 1984 با روزنامه اسرائیلی حداشوت مصاحبه کرده بود، چنین یادآور می شود: 
وی گزارش می دهد که نیم ساعت بعد از نماز ظهر جمعه 7 مهر 1347 صدای تیراندازی از ضلع غربی روستا شنیده می شود. زمانی که خودروهای زرهی در کمتر از نیم کیلومتری روستا قرار داشتند و به صورت نیم دایره به سمت روستا پیشروی کردند و بدین ترتیب روستا را از ضلع غربی، شمالی و جنوبی محاصره کردند. بخشی از ماشین‌های زرهی وارد روستا شدند - سربازان یهودی از ماشین‌های زرهی بیرون پریدند و در خیابان‌های روستا پراکنده شدند و به طور بی وقفه به هر چیزی که در دید بودند تیراندازی کردند. اهالی روستا شروع به فرار از روستا کردند.حدود ساعت ده و نیم دو تانک از مسجد دراویش گذشت. حدود 75 نفر از افراد مسن آنجا بودند که همه آنها کشته شدند. به گفته مختار، سی و پنج خانواده در غارهای خارج از الدویمه پنهان شده بودند، برخی از آنها از اهالی روستای القبیبه بودند که قبلاً اشغال شده بود. وقتی توسط نیروهای اسرائیلی کشف شد، به آنها گفتند که بیرون بیایند و وارد صف شوند و حرکت کنند. و در حالی که شروع به راه رفتن کردند، از دو طرف مورد اصابت گلوله مسلسل قرار گرفتند... همان شب افرادی را به آنجا فرستادیم، اجساد را جمع آوری کردند، داخل آب انبار دفن کردند.هنگامی که مختار در سال 1984 برای اولین بار پس از قتل عام به روستای خود بازگردانده شد، به یک روزنامه نگار اسرائیلی نشان داد که خانه اش کجا بوده است و همچنین آب انباری که اجساد در آن دفن شده بودند. روزنامه نگار چند روز بعد با چهار کارگر برگشت. پس از مدت کوتاهی حفاری، چندین استخوان انسان از جمله سه جمجمه که یکی از آنها جمجمه کودک بود، کشف کردند. آنها حفاری را متوقف کردند و استخوان ها را دوباره دفن کردند.
یکی از سربازان اسرائیلی، اس کاپلان، نامه ای به روزنامه ای نوشت و آنچه را که اتفاق افتاد، شرح داد:
هیچ نبرد و مقاومتی وجود نداشت. اولین گروه از سربازان اسرائیلی  80 تا 100 [مرد] عرب، زن و کودک را کشتند. و جمجمه بچه ها را  با چوب شکستند. خانه ای نبود که جسدی در آن نباشد. موج دوم ارتش گروهانی بود که سرباز شهادت دهنده به آن تعلق داشت.مردان و زنان عرب که در روستا مانده بودند بدون آب و غذا در خانه ها حبس شدند. سپس سنگ شکن ها آمدند تا خانه ها را منفجر کنند. یکی از فرماندهان دستور داد تا دو پیرزن عرب را در خانه ای که قرار بود منفجر شود، بگذارد.
یکی از سربازان به خود می بالید که به یک زن عرب تجاوز کرده و سپس به او شلیک کرده است. زن عرب دیگری که نوزادی را حمل می کرد را مجبور کردند برای مدت دو روز به سربازان خدمت کند و در نهایت او و نوزادش تیرباران شدند.
در سال 1955، شهرک یهودیان آماتزیا بر روی ویرانه های الدویمه ساخته شد.